# AMD K6-III
A K6-III, vagy kódnevén „Sharptooth”, egy x86 utasításkészletű mikroprocesszor, az AMD gyártásában, melyet a cég 1999. február 22-én jelentetett meg, 400 és 450 MHz-es modellek képében. Ez volt az utolsó Socket 7 foglalatú asztali processzor. Kibocsátásától számítva egy nagyon rövid ideig a leggyorsabb kapható processzor az Intel Pentium II sorozat csúcsmodellje, a 450 MHz-es processzorváltozat volt. A K6-III azonban a Pentium III „Katmai” sorozatával is felvette a versenyt, amely néhány nappal később, február 26-án került a piacra. A „Katmai” CPU-k elérték az 500 MHz-es órajelet is, amely egy kicsivel nagyobb sebességet eredményezett, mint a 450 MHz-es K6-III. Önmagában a K6-III teljesítménye egy jelentős előrelépést jelentett elődjéhez, a K6-2-höz képest, amely a csipre integrált L2 gyorsítótárnak köszönhető, amely a teljes (tehát nem leosztott) órajelfrekvencián futott. Alaplapi 1 MiB-es L3 gyorsítótárral a 400 és 450 MHz-es K6-III processzormodell az Ars Technica állítása szerint teljesítményben felülmúlta a lényegesen drágább Pentium III „Katmai” 450 és 500 MHz-es modelleket.

## Architektúra

Az AMD K6-III architektúrája

Elméletben a processzor tervezési elve igen egyszerű volt: K6-2 típusú mag, csipre integrált L2 gyorsítótárral. Kivitelezése azonban már nem ennyire egyszerű: 21,4 millió tranzisztort tartalmaz. A Pentium III-hez képest futószalagja viszonylag rövid, emiatt a processzor sebességét nem nagyon tudták 500 MHz fölé növelni. Ennek ellenére a K6-III 400 igen jól fogyott, és az AMD K6-III 450 egyértelműen a leggyorsabb processzor volt a piacon bevezetésekor, amely lekörözte a AMD K6-2 és Intel Pentium II processzorokat.

## Modellek

### K6-III ("Sharptooth", K6-3D+, 250 nm)

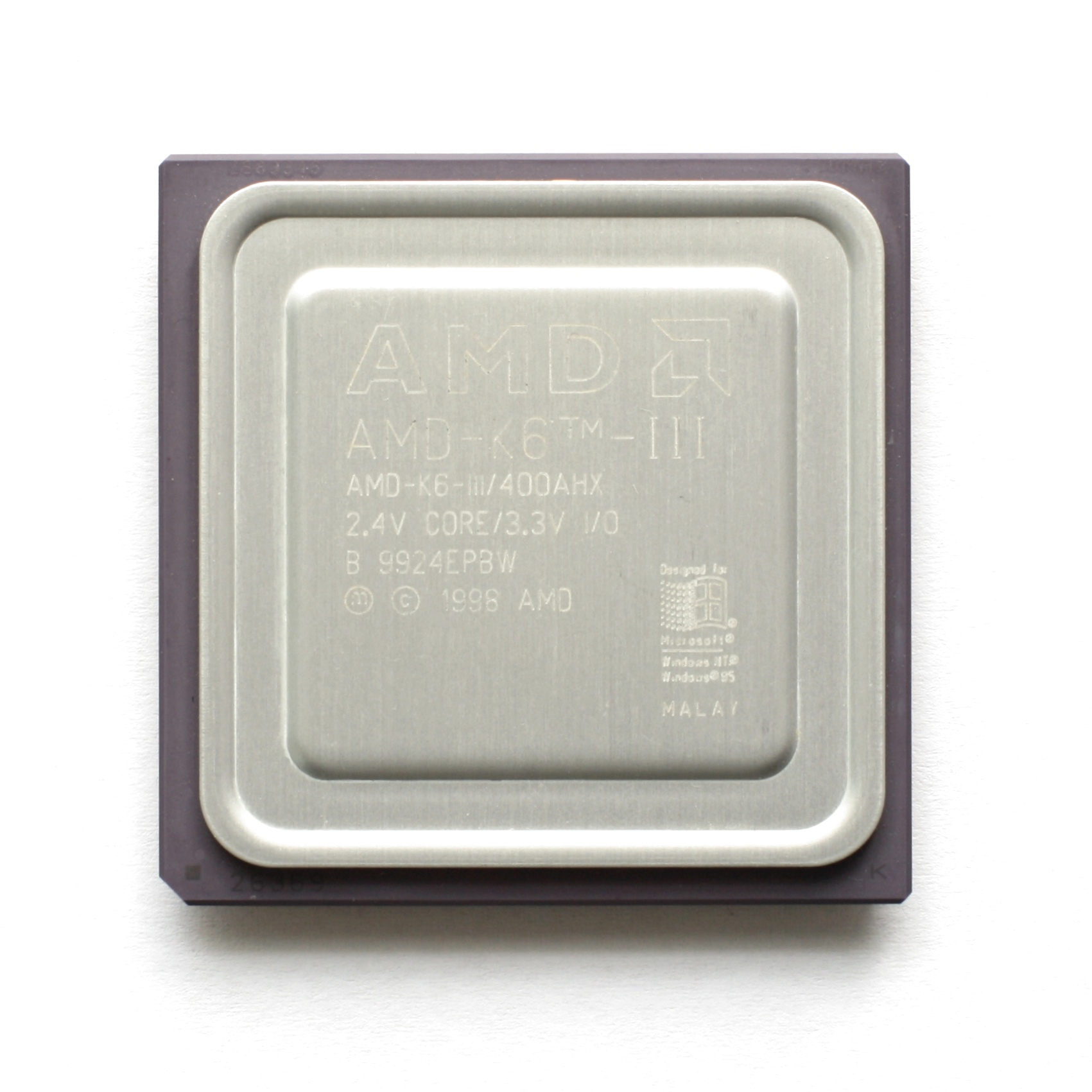
AMD K6-III 400 MHz mikroprocesszor

- CPU ID: AuthenticAMD Family 5 Model 9
- L1 gyorsítótár: 32 + 32 KiB (adat + utasítás)
- L2 gyorsítótár: 256 KiB, teljes sebességű
- MMX, 3DNow!
- Socket 7, Super Socket 7
- Front side bus: 66/100, 100 MHz
- VCore: 2,2 V, 2,4 V
- Kibocsátás: 1999. február 22.
- Gyártási folyamat: 0,25 µm
- Órajelek: 400, 450 MHz

### K6-III-P (250 nm, mobile)
- CPU ID: AuthenticAMD Family 5 Model 9
- L1 gyorsítótár: 32 + 32 KiB (adat + utasítás)
- L2 gyorsítótár: 256 KiB, teljes sebességű
- MMX, 3DNow!
- Socket 7, Super Socket 7
- Front side bus: 66, 95, 96,2, 66/100, 100 MHz
- VCore: 2,0 V, 2,2 V
- Kibocsátás: 1999. május 31.
- Gyártási folyamat: 0,25 µm
- Órajelek: 350, 366, 380, 400, 433, 450 MHz

### K6-2+ (180 nm, mobile)

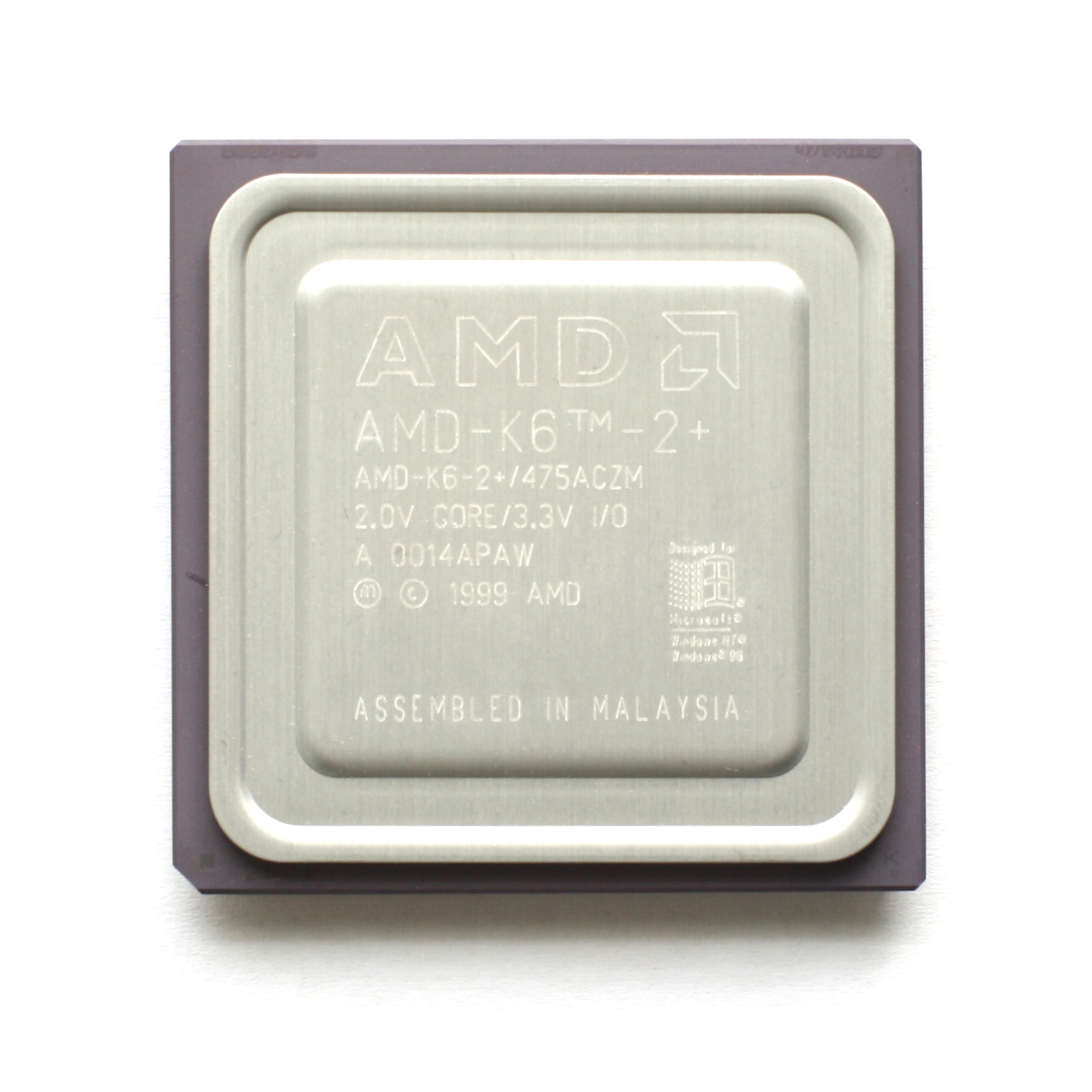
AMD K6-2+ 475 MHz mikroprocesszor

- CPU ID: AuthenticAMD Family 5 Model 13
- L1 gyorsítótár: 32 + 32 KiB (adat + utasítás)
- L2 gyorsítótár: 128 KiB, teljes sebességű
- MMX, Extended 3DNow!, PowerNow!
- Super Socket 7
- Front side bus: 95, 97, 100 MHz
- VCore: 2,0 V
- Kibocsájtás: 2000. április 18.
- Gyártási folyamat: 0,18 µm
- Órajelek: 450, 475, 500, 533, 550 MHz. (570 MHz, nem dokumentált)

### K6-III+ (180 nm, mobile)

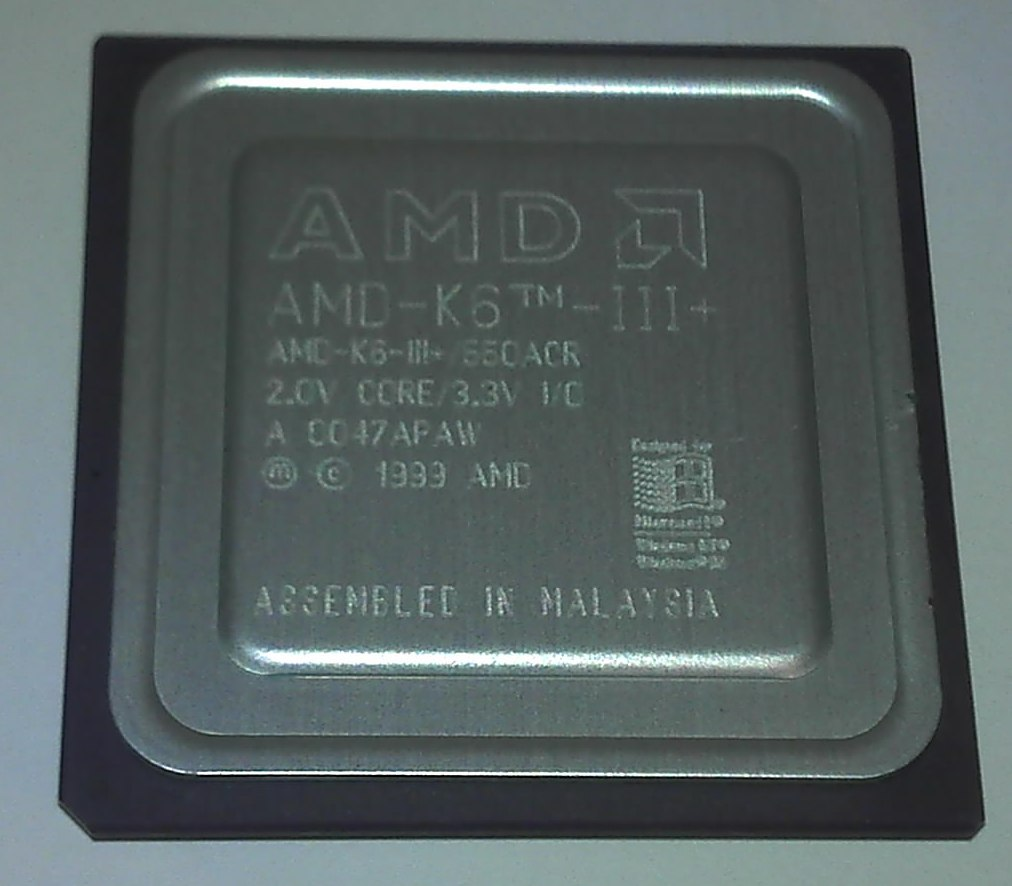
AMD K6-III+ 550 MHz mikroprocesszor

- CPU ID: AuthenticAMD Family 5 Model 13
- L1 gyorsítótár: 32 + 32 KiB (adat + utasítás)
- L2 gyorsítótár: 256 KiB, teljes sebességű
- MMX, Extended 3DNow!, PowerNow!
- Super Socket 7
- Front side bus: 95, 100 MHz
- VCore: 2,0 V, (1,6 V, 1,8 V a kisfeszültségű változatokban)
- Kibocsájtás: 2000. április 18.
- Gyártási folyamat: 0,18 µm
- Órajelek: 400, 450, 475, 500 MHz. (550 MHz, nem dokumentált)

## Fordítás
Ez a szócikk részben vagy egészben  az   AMD_K6-III című angol Wikipédia-szócikk ezen változatának fordításán alapul.  Az eredeti cikk szerkesztőit annak laptörténete sorolja fel. Ez a jelzés csupán a megfogalmazás eredetét és a szerzői jogokat jelzi, nem szolgál a cikkben szereplő információk forrásmegjelöléseként.